# Мечеть Хамза-хаджи
Мечеть «Хамза-Хаджи» (баш. Хәмзә мәсете) — мусульманская религиозная организация в Уфе (Республика Башкортостан). Адрес: Уфа, улица Юрия Гагарина, 16
Мечеть располагается в микрорайоне Сипайлово. Она строилась около 10 лет на частные средства Хамза-хаджи Галлямова. Была открыта в 2006 году. При мечети работает мусульманская библиотека. Также планируется организовать при мечети медресе с интернатом для детей из малообеспеченных семей.